# 原口大平
原口 大平（はらぐち たいへい、本名：原口 太平、1968年11月27日- ）は、日本のナレーター・元青森放送のアナウンサー。千葉県出身。

## 略歴
- 大阪芸術大学を卒業。大学の2年先輩に青森放送元アナウンサーで現ディレクターの夏目浩光が、1年先輩に同じく元同局アナウンサーで現メディア情報部の辻拓哉がいる。
- 1992年4月青森放送に入社。同期入社は、田村啓美、上明戸華恵。
- 入社試験の際に消しゴムを持って来るのを忘れ、隣で試験を受けていた女性に借りた。その女性が後に同期で入社する田村啓美である。
- 学生時代は中島みゆきのオールナイトニッポンのリスナーで「もの凄い影響を受けた」と語っており、こんな番組を作りたいと思って放送業界を志したという。
- アナウンス技術に定評がありNNSアナウンス大賞ラジオ部門　平成14年（2002年）度 優秀賞、平成16年（2004年）度 大賞に選ばれた。
- 2007年9月末で青森放送退社。ナレーターに転身しムーブマンに所属していた。
- 2017年俳協に移籍。

## 主な出演番組
- 「趣味どきっ!〜はじめてのスマホ〜」
- 「趣味どきっ!〜楽しくスマホ〜」（NHK・Eテレ）
- 「大相撲名勝負列伝 2016春 松重&やくの両国ぶらり旅」
- 「大相撲名勝負列伝2016秋 もう一度見たい！珠玉の昭和30番名勝負」
- 「大相撲名勝負列伝2016総決算 両国人情ぶらり旅＆“綱”を逃した昭和の闘将」
- 「紺野・やくの大相撲名勝負巡り ～東京深川・昭和の闘将列伝～」
- 「夏場所迫る！ 大相撲魂～横綱 稀勢の里 感動の大一番～」（BS朝日）
- 「TOKYO MX NEWS」ニュースナレーション
- 「５時に夢中！」
- 「田村淳の訊きたい放題」（TOKYO MX）
- 「のびのびシティさいたま市」
- 「ちば旅コンシェルジュ」（千葉テレビ）
- ニュースエブリィ内「エブリィ特集・お取り寄せ物産展」
- ニュースエブリィ内「エブリィ特集・B級グルメ」
- ニュースエブリィ内「エブリィ特集・食費節約生活」（日本テレビ）
- 「特別番組：チャップリン笑劇場スペシャルトーク」（スターチャネル3）
- 「ベスト・オブ・ザ・イヤー」（フジテレビ）
- 「高田純次の値切り交渉の旅」（フジテレビ）
- 「登竜門 ニューカマーズ〜ベスト・オブ・ザ・イヤー」（フジテレビ）
- 「那須塩原でHOT旅 春編」
- 「那須塩原でHOT旅 冬編」
- 「ラブラブさいたま」レギュラー（テレ玉）
- 「チャンネル北野ex・老人イリュージョン」（フジテレビ721）
- 「旅の達人〜台湾の真ん中 南投県〜」（とちぎテレビ）
- 「情熱キャンバス 九州人列伝〜鳥越俊太郎編〜」
- 「情熱キャンバス 九州人列伝〜筑紫哲也編〜」
- 「情熱キャンバス 九州人列伝〜松本零士編〜」(九州朝日放送）
- 「キッズステーション情報バラエティ「みてミル?」」プレゼントコーナー（キッズステーション）
- 「ニュートンのリンゴ」2013年3月までレギュラー（青森放送）
- 「北陽が行く!秋の秩父路ぶらり旅」（テレ玉）
- 「ゴルゴとボビーの守れ!命 」（テレ玉）
- 「BBC地球伝説：カワウソたちの物語〜イギリスの田園をたずねて」（BS朝日）
- 「すべて見せます・テレ西 春の新ドラマ」（西日本放送）
- 「発見!ぐるっとe旅」（青森放送）

## CMナレーション
- 「盤嶽の一生DVD」
- 「夜桜お染DVD」
- 「キッズステーション」番組宣伝　(2013 - 2016レギュラー)
- トヨタT-UP「信頼の妻 / 続・信頼の妻編」
- SBI FXトレード「メイクルーム編 / インタビュー編」
- ロート製薬「メンソレータム ヒリプロ」
- 中部テレコミュニケーション「コミュファ光」
- ミツカン金のつぶ「パキッ!とたれ」
- 純手打ちうどん「蔵」
- エッソ給油後コンテンツ「エキスプレスウォッシュ」
- エッソ給油後コンテンツ「ナナコカード」
- エッソ給油後コンテンツ「スピードパス」
- プライムショッピング「全国盛り場流行歌〜酔唄つづりCDBOX」

## VPナレーション
- 旅行博向け「エアーカナダ」展示映像
- シゴトGyao企業リポート「朝日サポートセンター編」
- 「楽しく学ぼう!ダイワFX」

## 声の出演
- 「赤と黒のゲキジョー 淡路恵子・闘病195日!『天国からの遺言状』」島英津夫役(淡路恵子の長男)役（フジテレビ）
- 「交通安全 心にゆとり放送局2008」所長役（テレ玉）

## 青森放送時代の出演番組

### テレビ
- ジョガドール
- おはようほっとスタジオ
- @なまてれ
- e旅リポート（青森放送・テレビ、ナレーション）
- Eメッセージ（同上）

### ラジオ
- おはようワイドあおもり
- ミュージックランチお昼だチン
- あおもりTODAY
- ナイトブリッジ・フォー・ユー
- RABニュースTODAY
- 演歌の達人→原口太平のえんかの達人→原口太平のまるごと歌謡曲!（2007年6月まで。同年7月より同期入社の田村啓美が担当）
- アコーステックイブニング
- 韓国へ行こう!→いっトク!韓国!（演出・構成・パーソナリティ兼務）
- 世界の民族音楽
- 月曜電リクヒット歌謡リターンズ
- 南部八戸今昔物語→唄ごよみ馬淵の川並（朗読）
- 平成アニメ合戦アスパム